# 玉潭水库
28°07′47″N 121°12′38″E / 28.12960°N 121.21069°E
玉潭水库，位于中华人民共和国浙江省台州市玉环市大岭头村。

## 特点
1958年9月，玉潭水库开始动工。1964年5月，建成。1981年冬至1982年春加固大坝，扩建溢洪道。水库总库容135.5万立方米。正常库容120万立方米。工程总投资63.16万元。在水库西南侧有龙潭坑。